# Rijksmuseum van Geologie en Mineralogie

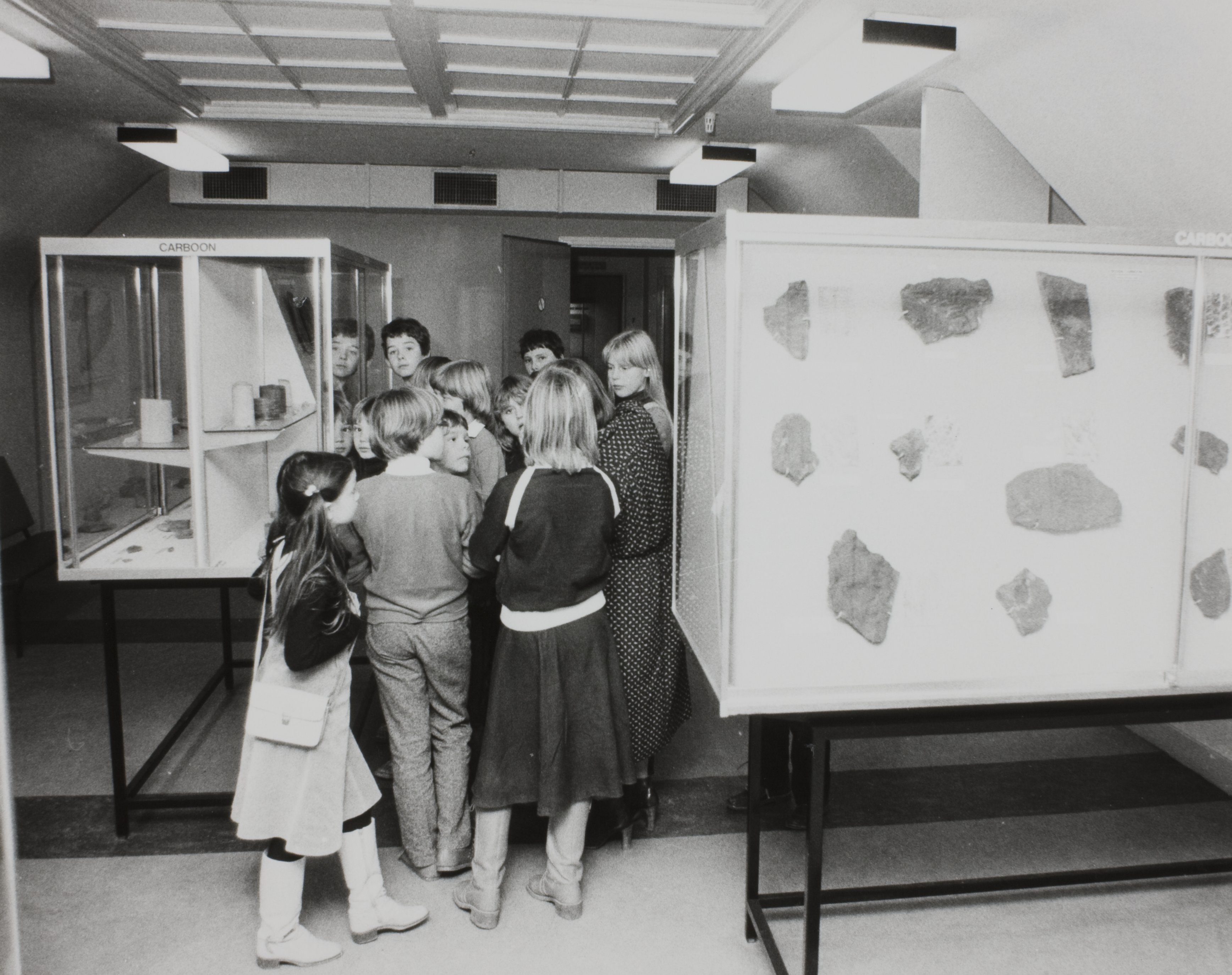
Expositie in 1980 in de uitbreiding van het museum in het voormalige Heilige Geest Weeshuis

Het Rijksmuseum voor Geologie en Mineralogie (RGM) was van 1878 tot 1984 een museum in Leiden. Het ontstond uit het Rijksmuseum van Natuurlijke Historie waarmee het in 1984 fuseerde tot Naturalis. De collectie is in 1960 uitgebreid met de overname van de collectie van het Mineralogisch-Geologisch Museum in Delft. Het voormalige museumgebouw aan de Garenmarkt is omgevormd tot een appartementencomplex.

## Directeuren
- Karl Martin (1878-1922)
- Berend George Escher (1922-1955)
- Isaäk Martinus van der Vlerk (1955-1961)
- Cornelis Beets (1963-1977)